# Janis Zisimidis
Janis Zisimidis gr. Γιάννης Ζησιμίδης; (ur. 17 sierpnia 1967 w Limassol) – cypryjski lekkoatleta, olimpijczyk.
Brał udział na trzech igrzyskach olimpijskich (LIO 1992, LIO 1996, LIO 2000). Na pierwszych igrzyskach startował na dystansach: 100 (awansował do ćwierćfinału, w którym zajął 8 miejsce) i 200 m (odpadł w eliminacjach). Na drugiej olimpiadzie startował na 100 m (ponownie awansował do ćwierćfinału, w którym zajął 8 miejsce) i w sztafecie 4 × 100 m (cypryjska sztafeta odpadła w eliminacjach). Na ostatnich igrzyskach startował tylko w sztafecie 4 × 100 m (odpadł w eliminacjach).

## Rekordy życiowe
- 100 m – 10.11 (1996)[1]
- 200 m – 20.82 (1996)[1]